# Committee for Accuracy in Middle East Reporting in America
Le Committee for Accuracy in Middle East Reporting in America ou CAMERA est un organisme américain pro-israélien,  sans but lucratif fondé en 1982 qui se présente comme voué à la « surveillance des médias » et affirmait au moment de sa création vouloir « pour répondre à la couverture de la guerre du Liban par le Washington Post », et à ce qu'il estime être « un biais anti-israélien des médias américains »
L'association CAMERA est reconnu pour sa promotion d'une couverture médiatique pro-israélienne. Les critiques de CAMERA affirment qu'il s'agit d'un «groupe de défense israélien extrême», aligné sur les points de vue belliqueux de droite, qu'il paie des auteurs pour rédiger des articles anti-palestiniens; et qu'il emploie des tactiques de dénigrement et d'intimidation, ciblant régulièrement les médias et les journalistes critiques à l'égard d'Israël et des militants pro-palestiniens sur le campus,,.
Le groupe affirme avoir plus de 65 000 membres et que 46 organes de presse parmi les plus prestigieux du monde ont publié des corrections en fonction de ses critiques.

## Structure, personnel et activités
Sur son site officiel, CAMERA se décrit comme « une organisation de surveillance des médias, de recherche et d'adhésion consacré à la promotion d'une couverture médiatique exacte et équilibrée d'Israël et du Moyen-Orient » qui « favorise des rapports rigoureux tout en éduquant le public sur les questions du Moyen-Orient et le rôle des médias ».
Le CAMERA se revendique comme « non-partisan » qui « ne prend pas position en ce qui concerne les relations entre les États-Unis et Israël, les questions politiques ou les solutions définitives au conflit israélo-arabe ».
Lorsque CAMERA relève une déclaration inexacte dans un média, il recueille des informations sur le sujet et envoie les résultats, demandant une correction imprimée ou diffusée. L'organisation publie aussi des monographies sur des sujets ayant trait au conflit israélo-arabe.

## Jugements favorables
Robin Shepherd, directeur des affaires internationales de la Henry Jackson Society, décrit CAMERA comme « l'une des rares institutions de surveillance [des médias] de bonne réputation ».
En 2009, Richard Landes (en), professeur d'histoire du Moyen Âge à l'Université de Boston, écrit que CAMERA fait « systématiquement attention à citer scrupuleusement ses sources » et que ceux qui rejettent leur travail « sont certainement partisans ».

## Jugements critiques
CAMERA est critiquée pour avoir dénié des  rapports fiables sur l'extension des colonies, ce qui conduit Donald Wagner, directeur du Center for Middle Eastern Studies à Harvard, à la décrire comme « une source bien connue de propagande des extrémistes pro-israéliens, qui est régulièrement contestée par des organisations israéliennes et internationales pour la paix et les droits de l'homme, en raison de ses fausses déclarations sur des faits relevant du conflit israélo-palestinien ».
En 1988, Edward Said, professeur à l'université Columbia, pionnier du postcolonialisme, déclare que « même le gouvernement israélien ne se hasarde pas à utiliser des arguments aussi extrêmes que ceux du CAMERA ».

## CAMERA et Wikipédia
En 2008, la CAMERA a lancé une campagne pour modifier les articles de Wikipédia afin de faire prévaloir le point de vue israélien dans la couverture encyclopédique du conflit israélo-palestinien. La campagne incite les rédacteurs pro-israéliens à prétendre s'intéresser à d'autres sujets jusqu'à ce qu'ils soient élus en tant qu'administrateurs. Une fois élus, ces rédacteurs seront en mesure de supprimer les ajouts des rédacteurs pro-palestiniens et de soutenir les rédacteurs pro-israéliens. Certains membres de ce groupe ont été interdits par les administrateurs de Wikipédia.